# Pożyczony
Pożyczony – singel Sylwii Grzeszczak, promujący trzeci album piosenkarki pt. Komponując siebie. Utwór został napisany przez Marcina Piotrowskiego, a skomponowała go Sylwia Grzeszczak.
Teledysk do utworu został opublikowany 20 czerwca 2013, a realizowany był w Bydgoszczy w Leśnym Parku Kultury i Wypoczynku. W klipie poza Sylwią wystąpili aktorzy: Aleksandra Kisio, Andżelika Piechowiak i Tomasz Ciachorowski.
Sylwia Grzeszczak z przebojem wystąpiła na m.in. gali Eska Music Awards 2013, Sopot Top of the Top Festival 2013 w koncercie 5 lat z Muzodajnią. Największe przeboje lata oraz dwukrotnie podczas trasy koncertowej Lato Zet i Dwójki 2013.

## Notowania

### Pozycje na listach airplay
| Kraj   | Lista (2013)      | Najwyższa pozycja |
| ------ | ----------------- | ----------------- |
| Polska | AirPlay – Top     | 1                 |
| Polska | AirPlay – Nowości | 2                 |
| Polska | AirPlay – TV      | 4                 |

### Pozycje na radiowych listach przebojów
| Kraj   | Lista (2013)            | Najwyższa pozycja |
| ------ | ----------------------- | ----------------- |
| Polska | Radio Eska (Gorąca 20)  | 1                 |
| Polska | Radio Szczecin (SLiP)   | 20                |
| Polska | RMF FM (POPLista)       | 1                 |
| Polska | RMF Maxxx (Hop Bęc)     | 5                 |
| Polska | Wietrzne Radio (Top 15) | 1                 |

## Nagrody i nominacje
| Rok  | Konkurs                                             | Kategoria                                                     | Rezultat    |
| ---- | --------------------------------------------------- | ------------------------------------------------------------- | ----------- |
| 2013 | Przebój lata RMF FM 2013                            | Plebiscyt radia RMF FM na przebój lata                        | 3. miejsce  |
| 2013 | Gorąca 100                                          | 100 najgorętszych hitów 2013                                  | 42. miejsce |
| 2013 | Przebój roku RMF FM 2013                            | Najlepsze utwory mijających 12 miesięcy                       | 37. miejsce |
| 2013 | Podsumowanie notowań Listy Przebojów Radia Zet 2013 | Najpopularniejsze utwory na Liście Przebojów Radia Zet w 2013 | 3. miejsce  |